# جدول زمني لأبحاث الموزاصوريات

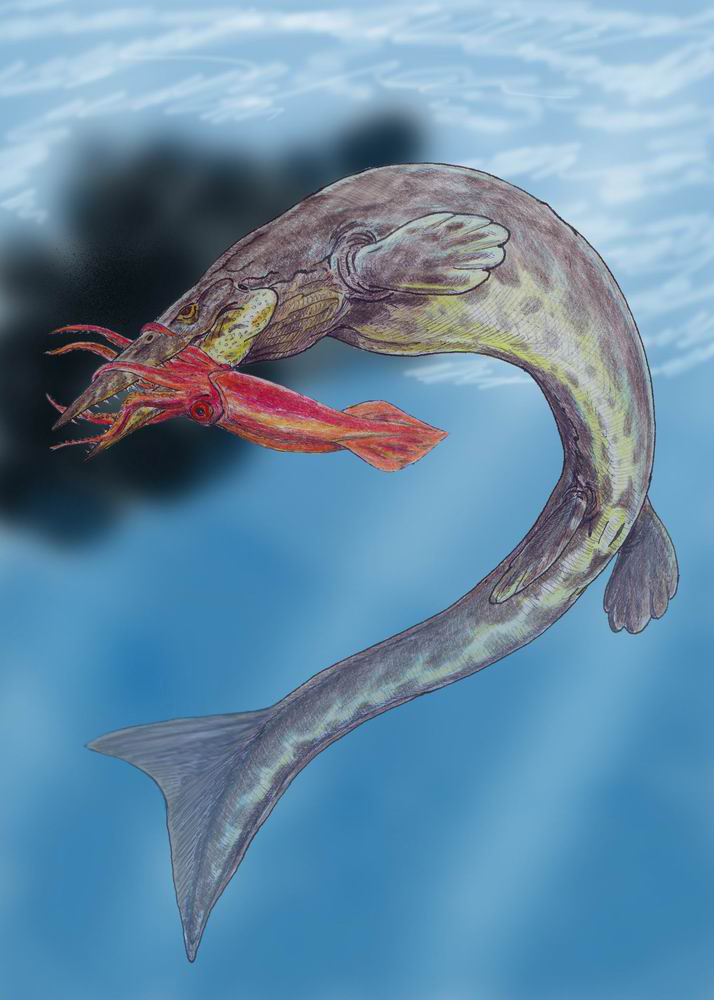
استعادة حياة الموزاصور سباينوصوراس الذي يتغذى على الرأسقدميات

هذا جدول زمني لأبحاث الموزاصوريات (بالإنجليزية: mosasaur )‏ وهي مرتبة حسب الجدول الزمني لأهم الاكتشافات الاحفورية والجدالات القائمة لتفسيرها والمراجعات التصنيفية للموزاصوريات، وهي مجموعة من السحالي البحرية العملاقة التي عاشت خلال الفترة المتأخرة من العصر الطباشيري. وبالرغم من انقراض الموزاصوريات  منذ ملايين السنين، أي قبل التطور الذي عاشه الإنسان ولكن قد تعايش البشر مع احافيرالموزاصوريات لألف عام. قبل التطور الذي طال علم الحفريات وان يصبحعلم معترف به علمياً، قد تم تفسير ما وجد من بقايا أحفورية من خلال عدسة علم الحفريات. قد تتأثر الأساطير حول الصراع بين الوحوش المائية العوجاء والطيور الرعدية الجوية التي رواها الأمريكيين الأصليين في غرب الولايات المتحدة الحديثة بمراقبة احافير الموزاصوريات وتزامن حدوثها مع مخلوقات مثلبتيرانودون (Pteranodon) وهيسبيرونس (Hesperornis).
بدأت الدراسة العلمية للموزاصوريات في أواخر قرن الثامن عشر مع الاكتشاف الذي حدث بالصدفة لهيكل كبير متحجر في أحد المناجم الجيرية بالقرب من مدينة ماستريخت الواقعة في الجزء الجنوب الشرقي من هولندا. دُرست تلك الحفريات من قبل الباحث الهولندي أدريان جيل كامبر، والذي لاحظ بنفسه وجود شبه كبير في المراقبة الحديثة للسحالي في المراسلات مع عالم التشريح الفرنسي المعروف جورج كوفير. وبالرغم من ذلك، لم يتم إعطاء إي وصف علمي للحيوان حتى أطلق عليه الكاهن الإنجليزي ويليام دانييل كونيبير اسم الموزاصوريات  وعلل هذه نسبتاً للنهر الميز (river Meuse) الواقع بالقرب من موقع اكتشاف الحفريات.
وبهذا الوقت الذي تم فيه اكتشاف أول حفريات الموزاصوريات في الولايات المتحدة الأمريكية من قبل البعثة العلمية التي قام بها لويس وكلارك، وستبقى المرة الأولى لاكتشاف تلك البقايا على مستوى البلاد إنتكون موصوفة علمياً في وقت لاحق في نيوجيرسي. تبع هذا الاكتشاف سلسلة من المعارف الجديدة التي أُزيل الغبار عنها وأصبحت واضحة للجميع بالاكتشافات التي قام بها علماء الحفريات في فترة سُميت بصراع العظام بين إدوارد درينكرك وبواثينييل تشارلز مارش في القمة الطبشورية سموكي في  ولاية كانساس التي تقع في جانب الغرب الأوسط للولايات المتحدة الأمريكية. وبنهاية قرن الثامن عشر، عثر على الكثير من عينات التيروصور (Tylosaurus) التي حافظت على قشرها. بوقت لاحق، أخطأ صمويل وندلويليس تون في فهم حلقات القصبة الهوائية المتحجرة لبقايا هامشية من الجلد الموجودة على ظهر الحيوان، والذي أصبح في ما بعد شاعت المفاهيم الغير دقيقة في الترميمات الفنية.
في بداية القرن العشرين، سرعان ما شهد اكتشاف الموزاصوريات غريب سُمي جلوبيدينس (Globidens) مع أسنان تتناسب مع الجلد المسحوق في الولاية الأمريكية الأباما. اُكتشفت بقايا الموزاصوريات  كذلك في إفريقيا وكاليفورنيا. عام 1967 نشر العالم الأمريكي دالي راسيل دراسة علمية خصصت خصيصاً لدراسة الموزاصوريات. أُكد في التسعينيات من القرن الماضي على إن البقايا الجينية للموزاصوريات تولد حية مثل الإكسيوسورص (ichthyosaurs). وبالإضافة إلى معرفة ما قد تتمكن منه البقايا الجينية الموزاصوريات، شهدت هذه الفترة نهضة وتصعيد حول النقاش القائم بخصوص ما إذا كانت بعض العلامات الواضحة على أسنان الموزاصوريات المفترضة في قشور التي تكونت من البطلينوس (limpets). وبحلول نهاية القرن، أصبحت العلاقة التطورية بين الموزاصوريات والثعابين وكذلك احتمالية وجود فرصة للموزاصوريات في انقراض والاكثيوصورات (ichthyosaurs) المذكورة أعلاه لتصبح تلك الاحتمالية محط جدال واسع.
توسعت النقاشات حول الثعابين وعلامات الأسنان والاكثيوصورات إلى بداية القرن الحادي والعشرون. حققت تلك النقاشات الواسعة اكتشاف العديد من الاصناف الجديدة حيث تضمنت أصناف جديدة عن البطلينوس، الموزاصوريات، وكذلك التيلوصورات وكذلك الحال مع صنف جديد كلياً مثل الياكوراوسرسو تاثوساسورس (أجناس منقرضة من الموزاصوريات). في عام 2013، قُدم تقريراً من قبل كل من ليندغرين وكادومي وبولكيينيتناول اكتشاف عينة جديدة من البروغناثودون من الأردن التي حافظت الأنسجة الرخوية في قشرها، وزعانفها، وكذلك ذيلها. إلى حد كبير، كان الذيل يشبه ذيل اسماك القرش العصرية وعلى الرغم من إن الفص السفلي من زعنف الذيل كان الأطول في الموزاصوريات بينما ذيول القرش لها فصوص علوية أطول.

## ما قبل العِلمِ الحَديث
- تروي أحد الأساطير التي يتداول السكان الهنود بها في ولاية ديلاوير الأمريكية عن اكتشاف جزء أو قطعة من العظام التي تُركت بعدما التهم أحد الوحوش الناس بالقرب من ولاية فيلدافيا الحديثة في ولاية بنسلفانيا أو الجانب الغربي من ولاية نيوجيرسي. عندما جلبت حفلة الصيد قطعة العظام للقرية، شجعهم رجل حكيم على البحث عن المزيد من بقايا الوحوش بالقرب من القرية. قال الرجل الحكيم إن تدخين أجزاء العظام مع التبغ في ملعقة طينية صغيرة يمكن إن يمنح الإنسان أمنيات مثل الصحة الجيدة للأطفال أو طول العمر أو الصيد الناجح. قد تم العثور على احافير الموزاصوريات تايلسورس في المنطقة ولكن الدينصورات ولتماسيح الطباشيرية هي أيضا مصادر محتملة.[13] من المحتمل إن تسبق هذا الأسطورة الاكتشاف الأوربي أو ربما يكون نشأتها قبل 1500 عام. يمكن إن يكون مايتم تدخينه بالملعقة الطينية من عظام إشارة لنوع بدائي من انبوب طيني التي تخلى عنها الناس المحليون لصالح التصميم وعاء أعمق بحلول قرن السابع عشر. يؤثر الفقدان العام لأي علامة على الاتصال الأوربي على الحكاية التي يدل بيها ايضاً عن تاريخها العظيم في القرون الوسطى.[14]
- لقد آمن شعب شايان في مدينة نبراسكا الأمريكية على إن الطيور الرعدية الأسطورية ووحوش المياه تتصارع مع بعضها بصراع لا ينتهي. لقد آمن شعب شايان في نبراسكا بالطيور الرعدية الأسطورية وحوش المياه التي كانت في صراع لا ينتهي مع بعضها البعض. قيل أن الطيور الرعدية تشبه النسور العملاقة التي لها القدرة على قتل البشر والحيوانات بواسطة سهام مصنوعة من البرق. ربما قد يكون لمدينة نيوبرار الطباشيرية التأثير الفعلي على هذه القصص. يتم الاحتفاظ بالتيروصورات تيرانودون والزواحف البحرية مثل الموزاصوريات في نيوبرار الطباشيرية كعنصر تأمين ومساعد لتفسير البقايا كدلائل التناقض الحاصل بين الحيوانات الطائرة الهائلة والزواحف المائية المتعرجة. قد لوحظ على مراقبة البقايا المرتبطة بالأحافير بالماضي على أنها دليل أضافي على النزاع المزعوم للطير الرعدي الضخم.[15]

يعتقد شعب الشايان إن هناك الكثير من الأنواع المختلفة للوحوش المائية التي لا تعيش فقط في البحيرات والأنهار والينابيع ولكن أيضا في الجبال العالية والتلال. توجد هناك فرص جيدة للعثور على الحفريات بحرية المحلية التي تتآكل غالباً من سفوح التلال أو ضفاف الأنهار حيث تشبه تلك المواقع ذات المواقع التي يعيش فيها الوحش المائي الذي يتخذها كمسكن طبيعي. كان الخوف هاجس شعب الشايان من وحوش المياه لأنها يمكن أن تكون مفترسة خطيرة أو تقلب قواربهم. بسبب إن شعب الشايان ذو تفكير تقليدي، يتملكاهم الخوف والألم ويتجنبون النوم قرب الينابيع بسبب مخاوفهم من الوحوش المائية.
- بالإضافة إلى شعب الشايان، يخاف شعب الكرو من وحوش المياه. يؤمن شعبهم إن وحوش الماء تشبه التماسيح البرمائية التي تعيش في انهار ليتلوبيغ ورنوروزيبود ونهر بلوستون. قد استندت تلك الأساطير على اكتشافات احافير الزواحف البحرية مثل الموزاصوريات والتماسيح التي تتآكل من ضفاف الأنهر. يعتقد شعب الكرو أيضا إن هناك وحوش مشابه لتماسيح التي تعيش في نهر الميزوري. أٌطلق عليها بولوكسي أو بوروكسامووركسي، حيث تعني تلك الأسماء بـ «أكلي لحوم البشر» ولكنها تترجم على نحو واسع بـ «السحلية أو التمساح العملاق».[16]
- عندما عاش شعب السيوكسي حول البحيرات الكبرى، تخيلوا أن وحش الماء الأسطوري أونكتهي هو حيوان ثدي كبير يشبه إلى حد كبير حيوان الجاموس. استمد شعب السيوكسي صورتهم الخيالية حول أونكتهي منا لملاحظات المبكرة لأحافير كبيرة من الثدييات البليستوسينية مثلا الماموث والماستودونات التي تتآكل من ضفاف البحيرات والأنهار المحلية.بدأت بعض المجاميع سكان سيوكس بالتوجه صوب الغرب لولاية مونتانا لأنها تحمل لهم التصور الكامل عن أسطورتهم أونكتهي التي تميل إلى التركيز حول خصائص الحفريات المحلية.على الرغم من استمرار الشعب السيوكسي بوصف أونكتهي على أنه ذو قرن، فقد أصبح لديهم فكرة خيالية تدريجية على انه من فئة الزواحف وليس الثدييات في منطقة البحيرات الكبرى، مثل الدينصورات والسوسورات من عهد الجيولوجي الثالث. وصف أونكتهي على انه وحش يشبه الثعبان إلى حد كبير ويملك إقدام كأقدام الثعبان، مثلا لموساشورات الطويلة الشقراء التيكان لها أربعة أطراف قصيرة. تم وصف ظهرها بأنه مخصب شبيه بالمنشار، وهو تكوين مشابه لظهور العمود الفقري الأحفوري الذي يتآكل من الصخور.[17]

## القرن الثامن عشر

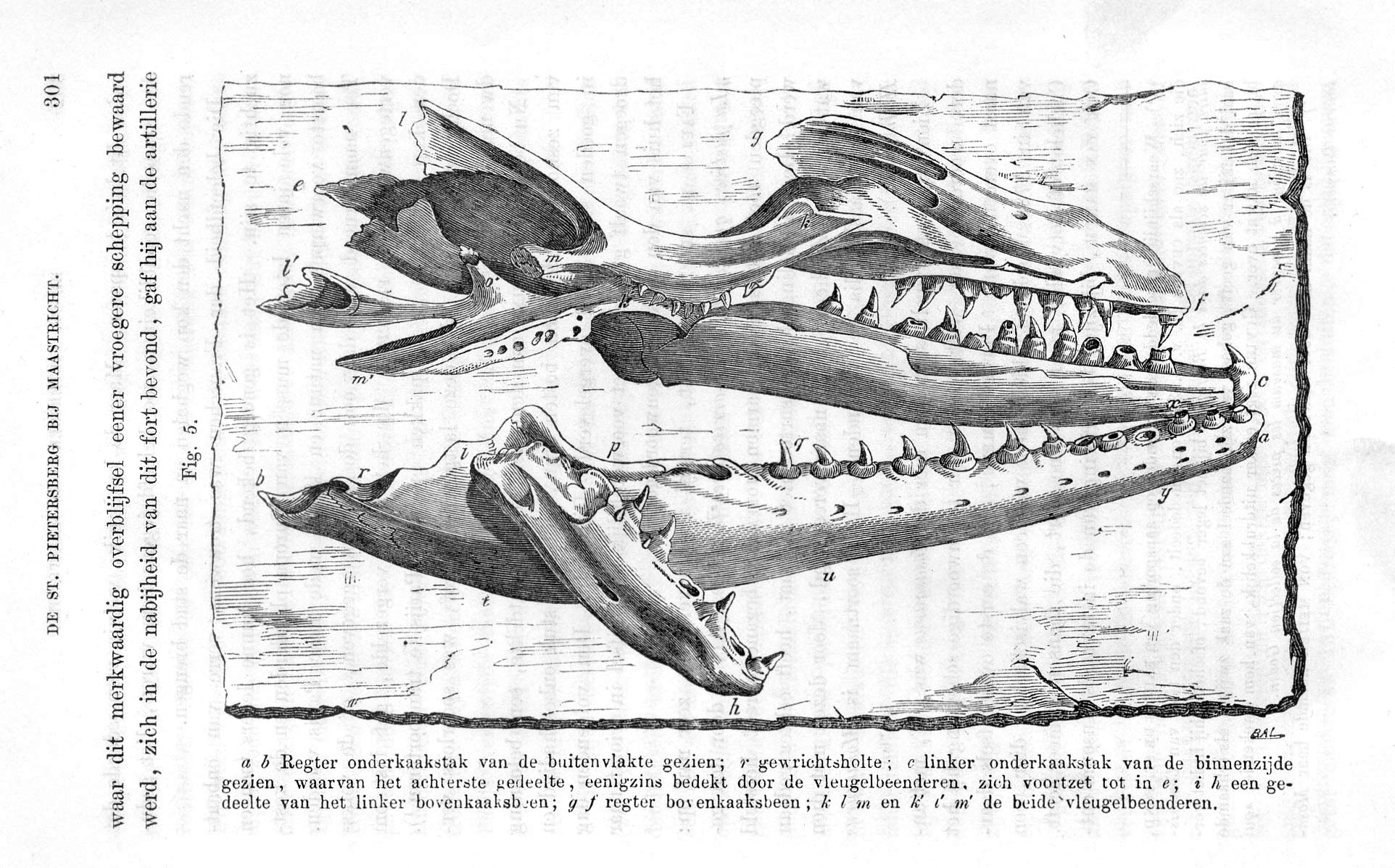
شكل توضيحي لنوع عينة من الموزاصوريات.

### عقد 1790
1764
- تم العثور على أول جمجمة الموزاصوريات  موثقة في مقالع الطباشير في بيتسبرغ قرب ماستريخت، هولندا.[18]

1766
- حُصل على الجمجمة من قبل الملازم جان بابتيست دروين.[18]

### عقد 1770
1772
- حوالي عام 1772، اكتشف عمال أحد المناجم الحجر الجيري الجمجمة الثانية لحيوان غريب مدفون بعمق تحت الأرض بالقرب من ماستريخت. عرض صاحب الأرض التي تحتوي على المنجم، الكنس يثيودوروس جوان جودنج الجمجمة في منزله الريفي. لاحظ جراح الجيش جون ليونارد هوفمان الحفرية، والتي تقابل العديد من علماء الطبيعة عنها.[19]

### عقد 1780
1784
- باع دورن أول جمجمة الموزاصوريات لمتحف تيلرز في مدينة هارلم حيث لا يتم تسمية الجمجمة بـ تي أم 7424

### عقد 1790
1795
- أستولي الجيش الثوري الفرنسي على كل من الأحفوري المذهل ماستريخت وجوددين. قام الفرنسيون بوضع الأحفوري في غير محله لفترة من الزمن، قبل إعادة اكتشافه وإرساله للعاصمة الفرنسية باريس لأجراء المزيد من الدراسات.

1798
أدرك أدريان جيلكامبر أن هذا الحيوان غير العادي يشبه سحلية عملاقة، ويكتب إلى جورج كوفي رفيباري سيوضح ذلك.
1799
استمر كامبر بمراسلة كوفير وكرر رأيه بأن بقايا التي عثر عليها في مدينة ماستريخت تنتمي إلى سحلية عملاقة.

## القرن التاسع عشر

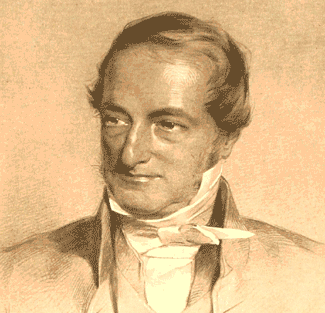
صورة القس وليام كونيبير.

### عقد 1800
1804
10 سبتمبر
- بحسب ما توصلت له بعثة لويسو كلارك من هيكل عظمي لثعبان عملاق في جزيرة على نهر ميزو ريفي إقليم الذي هو الآن جزء من ولاية ساوث داكوتا الأمريكية. تنتمي هذه البقايا على الأرجح إلى موزاصوريات وربما إلى ماسوسورينس، أعيد ما تبقى من العظام إلى واشنطن.[21]

### عقد 1890
1818
- أبلغ ميتشيل عن اكتشاف احافير الموزاصوريات في نايفسنك في نيوجيرسي. كانت هذه المرة الأولى التي يتم بها توثيق أول بقايا في الأدب العلمي في أمريكا الشمالية.[22]

### عقد 1820
1820
- وصف الطبيب الألماني صموئيل توماس فونسوميرينغ الأنواع الجديدة من (Lacerta gigantean) بحثًا عن الحفريات المكتشفة في منجم للحديد البافاري في ألمانيا، حيث كان يعقد بالخطأ إن تلك الحفريات تشكل بقايا إضافية من ذات النوع من الحيوانات التي تم اكتشافها في مدينة ماستريخت. تنتمي هذه البقايا إلى حيوان كان في الواقع مرتبط أكثر بالتماسيح الحديثة ويعرف الآن باسم الجوواصوريات (Geosaurus).[23]

1822
- سمى القس ويليام دانييل كونيبير رسمياً الهيكل الذي تم العثور عليه في مدينة ماستريخت الموزاصوريات نسبتاً لقربته من نهر يقع بالقرب من موقع الاكتشاف.[4]